# Call on Me (canción de Andy Bell)
«Call on Me» es el quinto sencillo solista publicado del artista inglés de música electrónica Andy Bell, lanzado en 2010.
«Call on Me» es una canción compuesta por Andy Bell junto con el productor Pascal Gabriel.

## Descripción
«Call on Me» fue el tercer sencillo adelanto del álbum Non-Stop pero el primero en salir como Andy Bell y no con el seudónimo Mimó. Se editó una semana antes de la edición del álbum. 

## Lista de temas

### CD
1. Call on Me (Wyda Productions Remix)
2. Had It All
3. Call on Me (Original Versión)
4. Call on Me (Vince Clarke Remix)
5. Call on Me (Hey Champ Remix)
6. Call on Me (Deadboy Remix)

## Datos adicionales
Este sencillo tiene un lado B: Had It All, también escrito por (Bell / Gabriel).